# 문화적 집단 선택
문화적 집단 선택은 문화적 특성이 집단에 부여하는 경쟁 우위에 따라 문화적 특성이 어떻게 진화하는지에 대한 문화적 진화의 설명 모델이다. 인간 문화의 문제에 대한 이러한 다학문적 접근은 인류학, 행동 경제학, 진화 생물학, 진화 게임 이론, 사회학 및 심리학 분야의 연구에 연관되어 있다.
문화적 규범은 종종 그것을 보유하는 개인에게 유익하지만 반드시 그럴 필요는 없다. 규범은 성공적인 그룹 내에서 실행될 때 문화적 그룹 선택에 의해 퍼질 수 있으며 규범은 성공적인 그룹에서 퍼질 가능성이 더 크다. 그러나 문화적 집단 선택이 일어나기 위해서는 집단 사이에 시간을 초월하여 전달될 때 집단의 지속성 또는 확산에 영향을 미치는 문화적 차이가 존재해야 한다. 이러한 이점을 제공하는 문화적 규범은 결과적으로 덜 성공적인 다른 문화 집단의 이동, 흡수 또는 멸종으로 이어질 것이다. 그러나 게임 이론 모델은 개인이 그룹 간에 이동할 수 있는 경우(소규모 사회에서 일반적임) 그룹 간의 차이를 유지하기 어려울 것이라고 제안한다. 심리학 연구에 따르면 인간은 모방, 순응, 집단 내 편견 을 포함하는 특정 특성 세트를 가지고 있으며 장기간에 걸쳐 이러한 집단 차이를 유지할 수 있다.
문화 집단 선택은 대규모 복합 사회가 어떻게 형성되었는지에 대한 설득력 있는 설명을 제공한다. 친족 선택 및 호혜주의와 같은 이타적 행동은 많은 종에서 흔히 볼 수 있는 작은 사회 집단의 행동을 설명할 수 있지만 인간 종에서 볼 수 있는 혈연이 없고 익명의 개인으로 이루어진 대규모 복잡한 사회를 설명할 수는 없다. 그러나 인간과 다른 종 간의 주요 차이점 중 하나는 행동을 습득할 때 사회적 학습에 의존한다는 것이다. 이러한 본능은 문화의 습득과 지속을 가능하게 한다. 문화 그룹 선택을 통해 문화적으로 특정한 협동 행동은 큰 사회를 지원하도록 진화할 수 있다. 예를 들어, 다양한 문화에 걸친 연구에서 게임 행동을 테스트한 결과, 공정성 기준과 처벌 성향이 세계 종교 참여 및 시장 통합과 상관관계가 있는 것으로 나타났다. 이것은 복잡한 사회에 필요한 행동 중 얼마나 많은 것이 우리 심리의 진화라기보다는 문화적 노출의 결과인지를 나타낸다.

## 문화에 대한 인간의 적응
문화 지식과 행동이 여러 세대에 걸쳐 지속되기 위해서는 인간이 문화 정보를 획득, 보유, 전달할 수 있는 능력이 필요하다. 많은 종들이 사회적 학습에 참여하지만 인간은 환경에 대한 행동 단서와 정보를 얻기 위해 지속적으로 사회적 학습에 의존한다. 인간 어린이와 어린 침팬지를 비교한 연구에서 상자에서 보상을 회수하는 방법에 대한 시연이 주어졌을 때 침팬지는 과제를 해결하기 위해 관련 행동을 복사하고 관련 없는 행동을 무시하는 것으로 나타났다. 한편, 인간 아이들은 동일한 과제를 해결하기 위해 관련 행동과 관련 없는 행동을 모두 충실하게 모방한다. 이것이 부정적인 특성처럼 보일 수 있지만, 이는 문화 정보의 신뢰할 수 있고 충실도 높은 전송을 가능하게 하고 문화 그룹 내에서 안정적인 행동 평형을 생성한다.
마이클 토마셀로는 인간 문화에 다음 세 가지 적응이 필요하다고 제안한다.

### 공동 관심
약 9-12개월에 영아는 공동 주의 에 참여하기 시작한다. 여기에는 성인의 시선을 따르거나 사회적 기준점으로 사용하는 것이 포함된다. 간단히 말해서, 그들은 환경의 대상에 대한 성인의 관심과 행동을 인식하게 된다. 이러한 의미에서 아동은 사람들을 목표 지향적인 의도적 행위자로 이해하기 시작한다. 이것은 모방과 궁극적으로 언어 습득을 통한 학습에 매우 중요하다.

### 모방 학습
약 1세가 되면 아이들은 모방을 통해 배우기 시작한다. 이 시점에서 아이들은 의도적인 행동과 의도하지 않은 행동을 구별할 수 있으며 의도적인 행동을 정확하게 모방하여 어른이 하는 일을 완수하려고 할 것이다. 모방 학습으로 인해 아이들은 결과에 인지할 수 있는 영향이 없는 의도적인 행동 뿐만 아니라 더 쉬운 방법을 사용할 수 있을 때 이상하거나 부자연스러운 행동을 모방한다. 예를 들어, Andrew Meltzoff 연구에 따르면 14개월 어린이는 성인이 하는 것을 본 후 손을 사용하는 대신 허리를 구부리고 머리로 패널을 눌러 조명을 켠다. Tomasello에 따르면 언어의 상징적 관습을 배우기 위해서는 모방 학습이 필요하다.

### 언어 기호 및 인지 표현
모방 학습을 통해 아동은 언어 기호가 공유된 경험의 특정 측면에 주의를 집중시키기 위한 것임을 이해한다. 이렇게 함으로써 아동은 화자의 관점을 취할 수 있어야 한다. 언어 기호의 상호 주관성으로 인해 언어는 다양한 관점을 전달하고 세계의 한 측면에 관심을 다른 측면으로 전환할 수 있게 한다. 언어를 배우는 과정에서 어린이는 여러 세대에 걸쳐 전해 내려오는 방대한 언어 기호를 물려받다. 그 때 물려받은 것은 그 문화의 사람들에게 역사적으로 중요한 관심과 관점을 전환하는 방법이다.

## 그룹 간 변동을 유지하는 메커니즘
그룹 간 변동이 없으면 선택할 그룹 차별화가 없기 때문에 문화적 그룹 선택이 발생할 수 없다. 문화적 표류, 전염병, 자연재해와 같은 과정은 집단 간 변이를 증가시키는 반면, 이주와 유전적 혼합은 집단 간 변이를 감소시키고 집단 내 변이를 증가시킨다. 변이는 문화 집단이 외부 집단의 규범이 문화 집단을 침범하는 것을 막는 메커니즘을 가지고 있을 때만 유지된다. 이러한 '메커니즘'은 모방, 순응 및 그룹 내 편견을 조장하는 고유한 인간 심리적 특성 및 행동이다.